# Nen (fiume)
Il Nen o Nonni (嫩江S, Nèn JiāngP; in russo Нэньцзян?, Nėn'czjan) è un  affluente del Songhua della Cina nord-orientale. Il fiume scorre nell'estremo nord della provincia Heilongjiang e nel nord-est della Mongolia interna: in diversi punti segna il confine tra queste due regioni.

## Descrizione
Il fiume Nen è il principale tributario del fiume Songhua e, con i suoi 1 190 km di lunghezza (1 089 secondo la BSE; 1 170 secondo la Britannica), si colloca al 129º posto nella lista dei fiumi più lunghi del mondo. 
Il fiume scorre attraverso la pianura della Cina del Nord-est tra le catene del Grande Khingan e del Piccolo Khingan. Gela da novembre sino ad aprile. È navigabile fino alla città di Qiqihar e, per navi a fondo piatto, sino a Nenjiang (Contea di Nenjiang).

### Affluenti
da destra
- Gan (甘河) 446 km
- Nomin (诺敏河)
- Yalu (雅鲁河)
- Chor (绰尔河) 470 km

- Tao'er (洮儿河) 595 km
- Holin (霍林河) 590 km

da sinistra
- Nemor (讷谟尔河) 569 km
- Wuyur (乌裕尔河)